# Charinus marechali
Espèce
Charinus marechali est une espèce d'amblypyges de la famille des Charinidae.

## Distribution
Cette espèce est endémique de Martinique. Elle se rencontre dans le Nord de l'île vers Le Lorrain et Le Marigot.

## Description
La femelle holotype mesure 5,83 mm et la femelle paratype 5,72 mm.

## Systématique et taxinomie
Cette espèce a été décrite par Ythier, Ramage, Jourdan, Giupponi & Coulis en 2024.

## Étymologie
L'espèce est nommée en l'honneur de Patrick Maréchal.

## Publication originale
- Ythier, Ramage, Jourdan, Giupponi & Coulis, 2022 : « Two new whip spider species of the genus Charinus Simon, 1892, from Guadeloupe and Martinique, Lesser Antilles (Amblypygi, Charinidae).» Bulletin de la Société entomologique de France, vol. 129, no 2, p. 163-177.